# De’Shawn Washington
De’Shawn Washington III (* um 1990 in Chicago, Illinois) ist ein US-amerikanischer Schauspieler.

## Leben und Karriere
De’Shawn Washington III wurde um das Jahr 1990 in der Millionenstadt Chicago im US-Bundesstaat Illinois geboren, wo er auch aufwuchs und im Alter von elf Jahren mit der Schauspielerei begann. Durch seinen Vater Shawn, der selbst als Schauspieler tätig ist und seine Mutter Renee, ein Model, wurden er und sein jüngerer Bruder Isaiah an die Schauspielerei herangebracht und agierten vor allem in der Anfangszeit Seite an Seite. Seinen Durchbruch hatte der damals Elfjährige mit den Hauptrollen des Bill und Lane im lokal aufgeführten Stück Go Ask Alice, basierend auf dem gleichnamigen Buch aus dem Jahre 1971 von Beatrice Sparks. In ebendieser Zeit begann er auch in lokalen, wie auch internationalen Werbespots aufzutreten, wobei einer seiner ersten ein Spot der Chicago Bulls mit dem damaligen Bulls-Spieler Kirk Hinrich war. Ab einem Alter von 14 Jahren betätigte er sich als Stand-up-Comedian, wobei er seine Stücke stets selbst schrieb. In dieser Zeit hatte er auch seine ersten Auftritte im berühmten Comedy-Club Improv auf der Melrose Avenue in Los Angeles. Weiters war De’Shawn Washington ein aktiver Freiwilliger des Project SHARE in Chicago, wo er wirtschaftlich benachteiligten Personen Essen ausgab. In weiterer Folge zog er mit seiner Familie nach Los Angeles, wo er an seiner Schule weiterhin als Schauspieler in Erscheinung trat und als dieser diverse Preis gewann. Im Jahre 2006 war er erstmals in einer namhaften Filmproduktion zu sehen. Im Tanzfilm Step Up von Choreografin Anne Fletcher ist er in der Rolle des Skinny Carter zu sehen, der im Verlauf des Films zu Tode kommt, in dem er bei einem Drive-by erschossen wird. Zwei Jahre später war er auch in einer kleinen und unwesentlichen Nebenrolle in Lori Pettys Regiedebüt The Poker House zu sehen, ehe es wieder ruhig um den jungen Schauspieler wurde.

## Filmografie
- 2006: Step Up
- 2008: The Poker House